# Protosmia sicula
Protosmia sicula är en biart som först beskrevs av (dalla Torre och Heinrich Friese 1895, och fick sitt nu gällande namn av >. Protosmia sicula ingår i släktet Protosmia och familjen buksamlarbin. Inga underarter finns listade i Catalogue of Life.